# Trumna ratunkowa

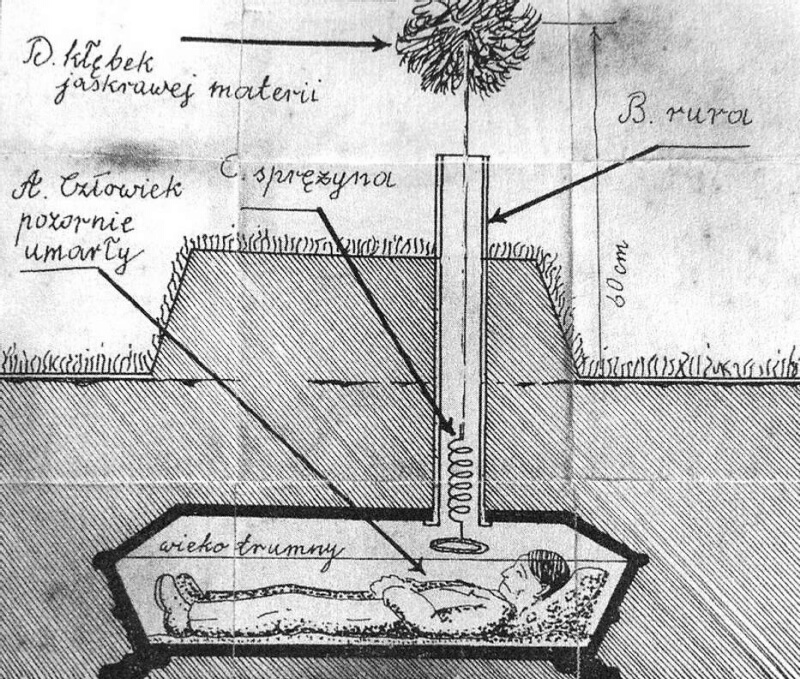
Projekt trumny ratunkowej Kwiatkowskiego

Trumna ratunkowa – trumna z systemem umożliwiającym pozornie zmarłemu zasygnalizowanie swojej sytuacji i podjęcie działań ratunkowych.
Problem nieprecyzyjnego ustalania faktycznego zgonu osób stanowił odwieczny problem medycyny. Znane były przypadki pogrzebania osób, u których z różnych przyczyn ustał oddech lub puls i które uznano z tego tytułu za zmarłe, co nie było prawdą. Wśród żywych istniał zawsze silny lęk przed pogrzebaniem żywcem. Problem rozwiązywano na różny sposób, najczęściej zabraniając pogrzebów przed upływem kilkudziesięciu godzin od momentu stwierdzenia zgonu danej osoby (tak działał np. przysionek śmierci w Poznaniu). 
Jedna z pierwszych trumien ratunkowych została zaprojektowana przez Johna Gottfrieda Tabergera w 1829. Ostrzegała ona strażnika cmentarnego dzwonkiem uruchamianym linką, połączoną z cięgami przymocowanymi do rąk, stóp i głowy rzekomych zwłok. Miała zabezpieczenia przed zalaniem deszczówką czy wchodzeniem owadów. Dzwonek był obudowany w ten sposób, by nie potrącały go powiewy wiatru bądź ptaki.
Wynalazkiem uwzględniającym zagrożenia związane z pogrzebaniem żywcem była tzw. trumna z wentylem, wprowadzona do sprzedaży w Nowym Jorku w 1871. Umożliwiała ona pogrzebanemu oddychanie, ale nie miała jakiegokolwiek mechanizmu powiadamiającego ludzi na zewnątrz o ocknięciu się osoby zamkniętej w trumnie. 
W Niemczech w drugiej połowie XIX wieku zostało opatentowanych ponad trzydzieści różnych wzorów trumien ratunkowych.
W sierpniu 1892 Wojciech Kwiatkowski, ogrodnik artystyczny z Poznania, prowadzący zakład na Górnej Wildzie, opatentował w Dreźnie, w biurze patentowym „C. Fr. Reichelt und W. Majdewicz”, projekt funkcjonalnej trumny ratunkowej. Projekt szczegółowo opisano na łamach „Dziennika Poznańskiego”. Aparat składał się z metalowej rury wpuszczonej w wieko trumny i wystającej nieco nad powierzchnię nagrobka czy mogiły. W rurze umieszczona była naciągnięta sprężyna z uchwytem w trumnie i pękiem jaskrawo (np. czerwono) barwionych piór lub nici na zakończeniu. Osoba przedwcześnie pochowana, po pociągnięciu uchwytu, wyrzucała ów jaskrawy pęk około 60 cm ponad ziemię, gdzie był on z dala widoczny. Jednocześnie udrożniona rura zapewniała dostęp powietrza do trumny. Całość była prosta w konstrukcji i stosunkowo tania, ale nie ma żadnych informacji o skali zastosowania wynalazku w praktyce. Paryska „Académie Parisienne des Inventeurs Industriels et Exposants” przyznała Kwiatkowskiemu za ten wynalazek złoty medal i dyplom członka honorowego.